# Koramo
KORAMO, a.s. (KOlínská RAfinerie Minerálních Olejů) byla společnost, která provozovala rafinerii a přidruženou výrobu maziv v Kolíně v letech 1902–2003.

## Vznik
Česká akciová společnost pro rafinování petroleje v Kolíně (Böhmische Petroleumraffinerie A. G. in Kolin) byla založena 1. prosince 1901 na ustavující schůzi akcionářů. Stalo se tak po administrativním řízení, jehož prvním krokem byl Výnos c. k. místodržitelství pro Království české č. 170787 ze dne 22. října 1900. Dne 20. března 1901 se konalo komisionelní ohledání místa zamýšlené továrny (místní šetření), na kterém byly vzneseny námitky. Dle Labských listů připadala v úvahu i náhradní lokalita pro stavbu „petrolejny" u hnojivky.
Po předběžném povolení následovalo zmocnění c. k. ministerstva vnitra ze dne 13. srpna 1901 pro c. k. místodržitelství, které definitivně povolilo zřízení akciové společnosti. Povolení udělilo místodržitelství pánům: Josefu Bayerovi, majiteli tiskařského závodu v Kolíně, Janu Bejčkovi ze Smíchova, Antonínu Fifkovi, emeritnímu lékárníku v Kolíně, Ferdinandu Kraupnerovi, kupci z Roudnice nad Labem, Karlu Latzlovi ml., technickému kontroloru lihovaru v Kolíně, Josefu Noskovi, Bohuslavu Rosenkrancovi, Otto Vlkovi.
Dokladem českého antisemitismu je článek týdeníku Labské proudy ze dne 4. května 1901: „Ředitelem kolínské čistírny petroleje byl jmenován Leopold Ganz, žid z Dobříše a obchodním ředitelem německý žid Niemshans z Říše". Dne 11. května 1901 zveřejnil týdeník dle § 19 tiskového zákona opravu: „Za správce byl přijat křesťan a Čech p. Antonín Nimshans, rodák Olomoucký, příslušný do Vysokého Mýta.
Výroba začala v roce 1902, pod vedením ředitele V. Zikmunda, ale až na jaře roku 1903 vedení informovalo okresní hejtmanství v Kolíně o vyvěšení schváleného pracovního řádu. Byly vyráběny tři druhy petroleje, několik druhů automobilových benzínů, oleje strojní, vřetenové, vazelínové, plynové a vulkánové, později také parafin i tzv. naftové zůstatky.
V roce 1907 byla za účasti kolínské rafinerie založena Haličská akciová petrolejová montánní společnost. Kolínská rafinerie získala spolu s ostatními akcionáři podíl na rafinerii M.H.Reich ₰ Co v Ustrzykach Dolnych (Sanok) a těžařská práva od společnosti Karl Perutz ₰ Leon Mikucki na ropných polích v Haliči.
V roce 1908 rafinerie nabízela:
- petrolej Lilie-Standart, na sudech označený jednou lilií
- petrolej Lilie-vodojasný, na sudech označený dvěma liliemi
- petrolej Lilie-císařský petrolej salonní - na sudech označený třemi liliemi
- benzíny k pohonu motorů, k použití v čistírnách, k použití ve výrobnách laků
- oleje

Benzín, oleje a tuky prodávala pod značkou AERO.
Během 1. světové války (v roce 1916) se kolínská rafinerie dostala pod kontrolu státu a byla chráněna jako „válečný podnik". Firma pod jménem „Böhmische Petroleum-Raffunerie, A.G." byla uvedena v Knize cti Rakousko-uherského wehrmachtu. Rafinerie přednostně vyráběla pro armádu, ale pracovníci rafinerie nemuseli nastoupit do armády. Komplikace nastaly, když byla ropná pole ohrožena východní frontou. Akcionáři si během 1. světové války vypláceli nadprůměrné dividendy.
Po vzniku Československa byla rafinerie odříznuta od dodávek z Haliče a ropa odjinud byla díky poválečnému boomu cenově nedostupná.[zdroj?] Nabízelo se řešení v podobě pronájmu rafinerie solventní společnosti. Tou byla americká společnost Vacuum Oil Company, se kterou akcionáři podepsali nájemní smlouvu.[zdroj?]
Dne 26. dubna 1933 zasedala komora pražské burzy a doporučila ministru financí zrušení burzovního záznamu akcií České akciové společnosti pro rafinování petroleje v Kolíně v likvidaci.

## Vacuum Oil Company (VOC)

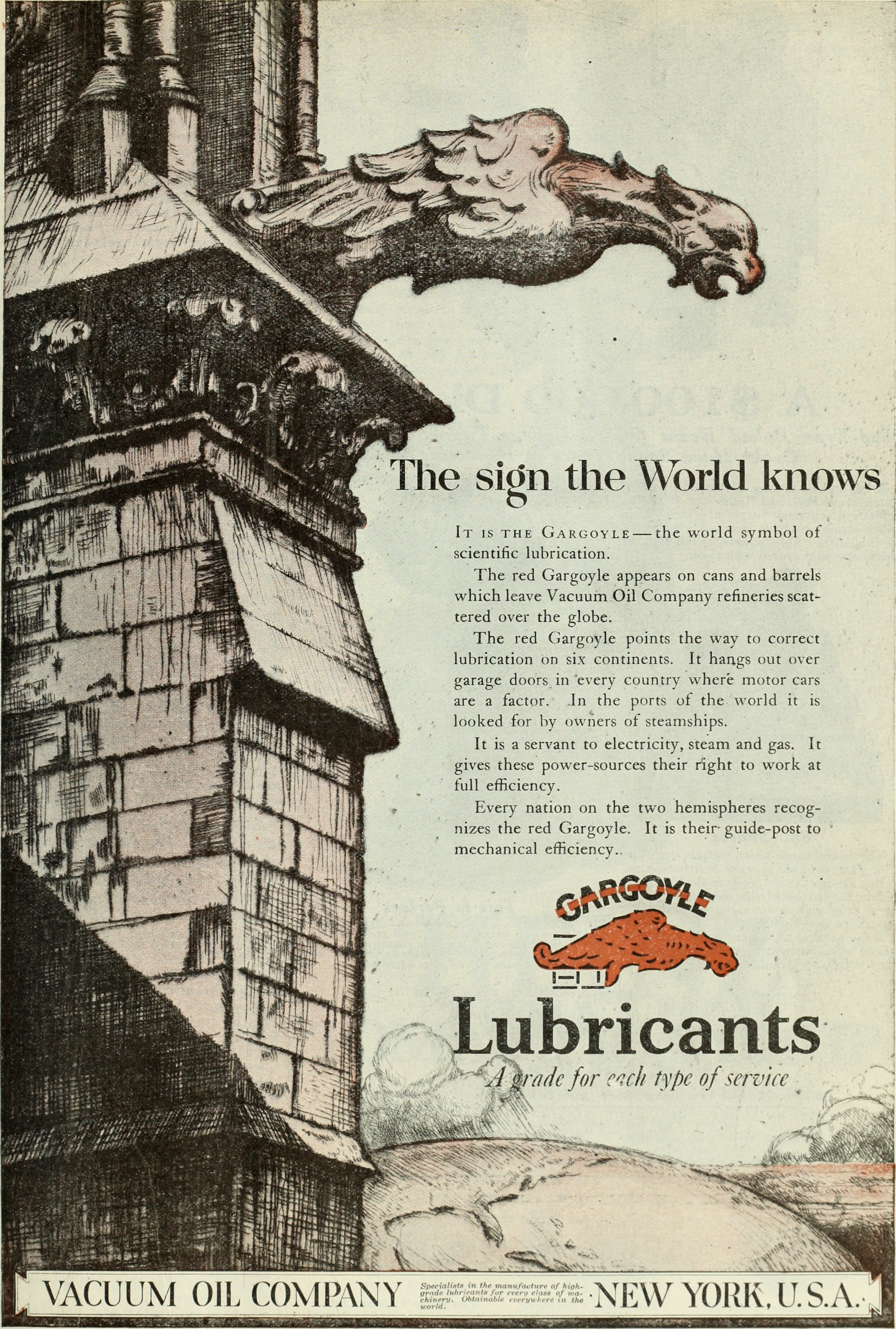
Chrlič logo Vacuum Oil Company

Společnost Vacuum Oil Company of Rochester, NY byla založena v roce 1866 Matthewem Ewingem a Hiramem Bondem Everestem. V roce 1879 převzala 75% podíl ve Vacuum Oil společnost Standard Oil miliardáře Johna Davisona Rockefellera seniora. V roce 1911 byl uplatněn na společnost Standart Oil tzv. Shermanův antimonopolní zákon; společnost se musela rozdělit do desítek společností. Vacuum Oil Company se tak stala firmou s právní subjektivitou.[zdroj?]
První krok k proniknutí na evropské trhy bylo založení dceřiných společností Deutsche Vacuum Oil Aktiengesellschaft a Vacuum Oil Company Részvénytársaság Budapešt dne 30. prosince 1898. Protože vláda stanovila vysoká dovozní cla, nezbývalo než začít těžit vlastní ropu. V oblasti Haliče firma nakoupila dostatečné množství vrtů a dále hledala vhodné místo pro zpracování ropy. V roce 1905 postavila rafinerii u města Czechowice-Dziedzice v dnešním Polsku, o rok později rafinerii nedaleko Hamburku v Schlau a.d. Elbe (dnes Wedel). V roce 1908 se rozběhla výroba v Almásfüzitő poblíž Komárna.
Vstup VOC na rakouský trh byl odmítán těmi, kteří z obchodu s ropnými výrobky profitovali. Místní rafinerie a velkoobchodníci lobovali proti VOC i v  českých vlasteneckých novinách. Vycházely články volající po státním zásahu, včetně policejních kontrol. Vyzývali vládu, aby důrazně a s pomocí správných prostředků hájila zájmy domácího průmyslu proti Amerikánům. Články obsahovaly výzvy, aby byl petrolej prodáván pouze v sudech.
VOC prodávala produkty moderními metodami. Vyhnula se síti velkoobchodníků a nabízela přímo malým obchodníkům zapůjčení malé čerpací stanice, kterou by průběžně doplňovala. Majitelé obchodů by mohli odebrat pouze 10 kg petroleje (dle jiných pramenů 20 litrů) bez nutnosti kupovat celý sud. Čerpací stanice byly vybavené měřicím zařízením, které umožňovalo komfortní způsob prodeje.

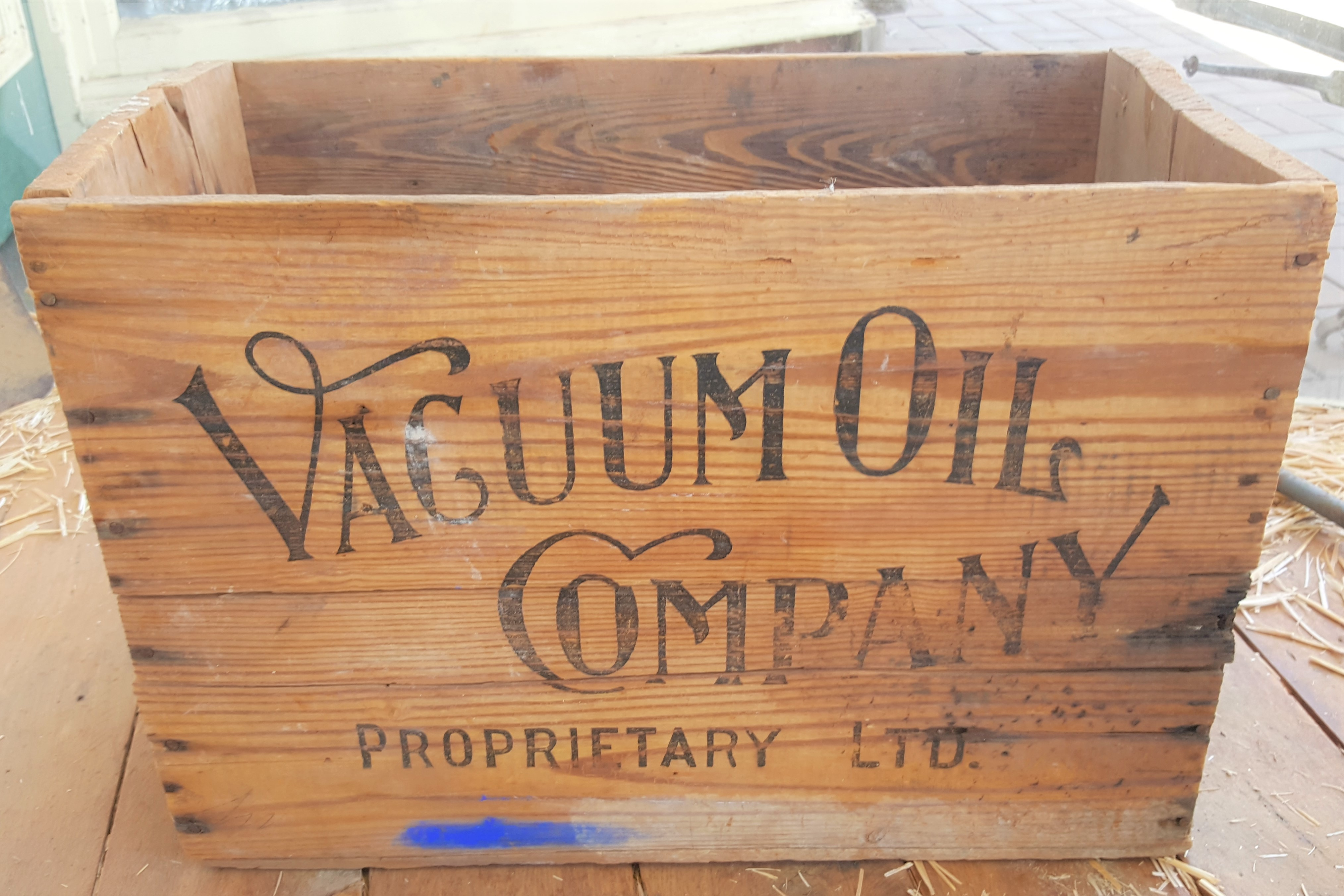
Logo Vacuum Oil Company

Rozvážka cisternovými vozy byla posměšně přirovnávána k mlékařkám. Sofistikovanější námitky se týkaly nabízení petroleje na místě, bez předchozí objednávky. Tuto objednávku mohl přijmout pouze obchodní agent. Obchodní agent mohl mít pouze neprodejné vzorky a nikoli celé množství.
Vláda zvažovala kroky proti vstupu VOC na rakouský trh. Nabízela se povinnost získat koncesi na stavbu rafinérií a ropovodů místo dosavadního stavebního povolení. V roce 1911 byl přijat zákon o prohlášení státního monopolu na průzkum a hledání ropy a zemního plynu a pro těžbu byly zavedeny za příslušný poplatek nové koncese.
Dalším nástrojem vlády byly tarify Císařsko-královské státní dráhy (k. k. StB). Obdobně jako u cel byly i železniční tarify diferencovány dle přepravovaného produktu. Tento systém byl zrušen a nahrazen diskriminačními sazbami pro jednotlivé železniční vlečky. Na 8. června 1910 byla svolána schůzka ministrů financí, železnic, obchodu a veřejných prací ve věci ochrany petrolejářského průmyslu a přijata opatření:
- od 11. srpna 1910 budou zrušeny dosavadní tarify a stanoveny tarify pro jednotlivé vlečky (společnosti)[25][7]
- do tří měsíců nabyde platnost výpověď stávající smlouva o přepravě kotlových vozů.[26]
- do 48 hodin nabyde platnost výpověď na pronájem nádrží v Boryslavi.[27]

Kroky rakouské vlády proti VOC sledovala i americká vláda, i když sama byla s mateřskou Standard Oil Company ve sporu.
Škody na zisku řešila VOC soudní žalobou, kterou posuzovaly soudy všech stupňů. Během soudních peripetií zneužívala vláda finanční úřad, příp. pracovní úřad k účelovým kontrolám VOC. Tisk informoval o konečné blamáži vlády ve věci sporu s VOC. V rámci mimosoudního vyrovnání získala VOC od státu v roce 1914 dvě ropná pole.
Začátkem 20. století používal stát k regulaci trhu rozdílná cla na ropu a na petrolej. Aby se dovozci vyhnuli vysokým clům na petrolej, nechali ropu destilovat na ropných polích (Kavkaz, Rumunsko). K vyrobenému petroleji přidali tmavé oleje vznikl tzv. Kunstöl (umělá ropa), kterou deklarovali na hranicích jako ropu. Petrolej pak snadno oddělili na místě spotřeby.
S růstem automobilismu získal benzín daleko větší význam a nestačila jen výroba ze zpracovávané ropy. Opět se obcházely celní předpisy. Dovozní cla byla větší u motorového benzinu než u ropy, a proto se u rafinerií v Rumunsku míchala tzv. pakura, směs motorového benzinu a mazutu (ropného destilačního zbytku). Pakura se pak na hranicích deklarovala jako ropa.
Dne 1. července 1925 uzavřela správní rada Společnost pro rafinování petroleje pachtovní smlouvu s VOC na dobu tří roků. Součástí smlouvy byla opce na prodloužení pachtovní smlouvy o další tři roky.
Ředitelem rafinerie Vacuum Oil Company v Kolíně byl Ing. Hugo Bauer.
Rafinerie minerálních olejů VOC stavěla druhý pipestill, tj. zařízeni pro moderní trubkovou destilaci jako doplněk k stávajícímu již destilačnímu zařízení.
Kolínská rafinérie se stala podnikem s nejmodernějšími technologiemi a navýšila tak výrobní kapacity. Rozvoj motorismu přeorientoval výrobu i prodej z petroleje na benzín a olej pro motory. Kromě jediné konkurenční rafinerie v Evropě, uměla vyrábět špičkové letecké oleje jen rafinerie v Kolíně.[zdroj?]
Statistiky Sdružení čsl. benzínových firem vykazovaly v ČSR celkem 5 357 benzínových čerpadel. VOC prodával benzín značky Sfinx v 1559 stanicích a firmou ovládaný Naftaspol měl 646 čerpadel. Součástí marketingu byla reklama, na které se podílel i místní výtvarník Zdenek Rykr.
Vznikaly čerpací stanice s ručními čerpacími stojany, z jejichž podzemních nádrží o objemu do 5 m³ se čerpalo palivo přes skleněné odměrné válce do nádrže automobilu. Tyto stojany vyráběla firma Inž. Hejduk & Faix v Praze - Libni.
Kolínská rafinerie vydala v roce 1927 inzerát v knize Hospodářská politika čs. průmyslu v letech 1918-1928 spolu s konkurenčními firmami:
- Závody Fantovy, a.s. Pardubice-Praha
- „ODRA", průmysl minerálních olejů a. s., Nový Bohumín
- APOLLO rafinerie minerálních olejů, a.s. Bratislava
- Přívozské závody minerálních olejů, spol. s r.o., Přívoz
- Kralupská rafinerie minerálních olejů,Kralupy-Praha
- Vacuum Oil Company, a.s. Praha, rafinerie Kolín
- Rafinerie minerálních olejů Šumperk, spol. s r.o., Šumperk
- Ant. Himmelbauer a spol., továrna parafinu, ceresinu a minerálních olejů Moravská Ostrava
- „VESTA", Slovenský průmysl minerálních olejů Trstená-Bratislava
- Jihokarpatská rafinerie minerálních olejů a obchodní akciová společnost Mukačevo-Praha

Kolínská rafinerie vydala v roce 1938 inzerát v časopise věnovaném vojensko-technickým otázkám „Vojensko-technické zprávy" spolu s konkurenčními firmami:
- Závody Fantovy, akciová společnost Praha; rafinerie v Pardubicích a Novém Bohumíně
- Apollo, rafineria minerálnych olejov, účastinárská spoločnost Bratislava; rafinerie v Bratislavě a Šumperku
- Přívozské Závody minerálních olejů, akc. spol., Moravská Ostrava-Přívoz
- Kralupská rafinerie minerálních olejů, Praha; rafinerie v Kralupech
- Weinberger & Ortner, Legina-Michalany
- Priemyselna a obchodna úč. spol. Košice; rafinerie Strážske

Firma dbala na svoji image a inzerovala svůj podíl na závodě 1 000 mil československých.

## 2. světová válka
Dne 11. prosince 1941 vyhlásilo Německo válku USA. Od 9. dubna 1942 byl do firmy dosazen správce nepřátelského majetku a vlastníci (američtí občané) tak ztratili kontrolu nad podnikem.
Rafinerie byla podnikem, který měl zásadní vojenský význam, a proto spadal přímo pod Reichsministerium für Bewaffnung und Munition (RMfBuM) v českém překladu Říšské ministerstvo pro výzbroj a střelivo.

### Nálety
Dne 24. srpna 1944 provedla spojenecká letadla první nálet na rafinerii. Továrnu zasáhlo 73 bomb. Nálet měl za oběť 27 lidských životů. Výroba byla obnovena 1. prosince 1944.[zdroj?]
Dne 28. prosince 1944 byla rafinerie bombardována znovu. Usmrceno bylo 7 lidí. Na odstraňování škod byla nasazena služba Technische Nothilfe a do konce ledna 1945 byla zařízení znovu zprovozněna.[zdroj?]
Třetí nálet byl proveden 15. března 1945. I když byla rafinérie náhradním cílem, měl nálet zdrcující následky včetně smrti 37 lidí. Po roce 1948 označovali komunisti tento nálet za zcela zbytečný.

## Po 2. světové válce
Dne 28. října 1945 byla společnost Vacuum Oil Company a. s. již v první etapě znárodněna a podřízena národnímu podniku Rafinerie minerálních olejů se sídlem v Pardubicích, která vznikla Vyhláškou ministra průmyslu č. 960/1946 ze dne 7. března 1946. Později bylo sídlo Rafinerie minerálních olejů zřízeno v Praze. Veřejnost byla o působnosti Rafinerie minerálních olejů, národní podnik informována v tisku.
Vyhláškou ministra průmyslu č. 1373 ze dne 20. července 1949 byla od 1. ledna 1950 zřízena Kolínská rafinerie minerálních olejů, národní podnik. Národní podnik byl podřízen přímo II. hlavní správě ministerstva průmyslu.
1) z majetkové podstaty Rafinerií minerálních olejů, národního podniku se vyčlenily tyto závody:
- Kolín - rafinerie
- Úvaly (Petrolea, podniky pro výrobu olejů a tuků)[49]
- Kolín (Jakl & Štěřík, Chemická továrna v Kolíně IV. Zengrova 320)[50]
- Cheb (Cirine Werke Josef Lorenz und Co.)[51], leštící prostředky
- Plzeň (Čížek a Šmaus), pivovarská smola
- Židlochovice (Bratří Karpíškové)
- Praha VII
- Velké Březno
- Praha-Holešovice

2) z majetkové podstaty Stalinových závodů, národního podniku byl vyčleněn závod
- Kralupy

Dne 4. listopadu 1950 je v Úředním listu Československé republiky uveřejněn článek o KORAMU, neboli Kolínské rafinerii minerálních olejů. Název KORAMO se používal souběžně s názvem Rafinerie minerálních olejů, závod 04, Kolín.
V roce 1958 vstoupil podnik spolu s ostatními rafineriemi do Sdružení rafinerií minerálních olejů v Praze. V roce 1962 bylo Sdružení rafinerií minerálních olejů v Praze zrušeno a podnik se stal závodem Chemických závodů československo-sovětského přátelství v Záluží u Mostu. V roce 1966 se podnik opět osamostatnil a byl začleněn do oborového ředitelství Chemopetrol, závody na zpracování uhlí a ropy v Praze.
V roce 1970 se Chemopetrol stal koncernovou organizací pro chemický průmysl a zpracování ropy. V roce 1975 vznikl pro rafinerii v Kolíně název: Chemopetrol - koncernový podnik, KORAMO Kolín.
Kolínská rafinerie se postupně stala největším výrobcem motorových olejů v Československu. V šedesátých letech 20. století se začaly v závodě zpracovávat oleje z Litvínova, které vznikly hydrogenací.[zdroj?] V roce 1966 byla do rafinerie přivedena jedna větev ropovodu Družba.
V roce 1969 byla zaregistrována ochranná známka na novou generaci celoročního oleje MOGUL SUPER. V KORAMU značku nevymysleli, ale převzali ji od majitelů sítě čerpacích stanic „Bratři Zikmundové", která ji používala již ve dvacátých letech 20. století. Oleje Mogul používali jezdci na automobilovém závodě 1 000 mil československých. Už v roce 1947 vypsala společnost Rafinerie minerálních olejů veřejnou soutěž na slovní a grafickou ochrannou známku pro hodnotné automobilové oleje. Návrhy na ochrannou známku, které poslali soutěžící byly vedeny pod heslem. Samotné znění navrhovaných známek nebylo zveřejněno; byla zveřejněna hesla, která nemusí být totožná se zněním známek: „Kolektiv", „Fricek" nebo „Práce 47". I v Rudém právu vycházely před 25.únorem 1948 reklamy na auto oil Mogul.

## Po roce 1989
Dne 29. června 1990 byla založena společnost KORAMO, státní podnik.
Na konci roku 1991 bylo rozhodnuto o ukončení zpracování surové ropy v Kolíně, od roku 1992 se tak v závodě vyráběly výhradně mazací oleje, plastická maziva a také parafín. S odstavením zpracování ropy byl také ukončen provoz ropovodní odbočky, která zásobovala tento závod přímo z ropovodu Družba. Potrubí bylo provozováno v úseku Křečhoř - Sendražice.[zdroj?]
Dne 1. července 1994 byla založena Fondem národního majetku ČR společnost KORAMO, a.s., a to podle 513/91 Sb., § 172. Majetek státního podniku KORAMO přešel na KORAMO, a.s.[zdroj?]
Dne 31. října 2003 zaniklo KORAMO, a.s. bez likvidace v důsledku sloučení s nástupnickou společností PARAMO.
Po začlenění pod rafinerii Paramo dále probíhal vývoj a výroba různých typů maziv, pod značkou Mogul se tak objevily nová oblíbená maziva, jako například řada Alfa pro motory v zahradní technice nebo vynikající oleje řady Moto, pro nejrůznější druhy motocyklových motorů. Po roce 2012 došlo k obnově vybavení mísírny olejů a byl zachován i provoz redestilační jednotky v rámci olejového bloku, čímž byla zajištěna vysoká kvalita základových i finálních olejů. Paramo Kolín je výhradním výrobcem základových olejů v ČR.[zdroj?] V roce 2014 byla ukončena výroba parafinů.[zdroj?]
Ke zlomu v rámci kolínské výroby olejů a maziv dochází v květnu 2021, kdy majitel, polská společnost PKN Orlen, rozhodla o spuštění programu „Synergie Orlen Oil x Paramo“. Kolínská rafinerie tak k 30. září 2021 zastavila trvale výrobu finálních maziv, výroba základových olejů pak byla ukončena k 31. březnu 2022, závod Paramo Kolín tak byl definitivně uzavřen.[zdroj?]